# 藤堂陽子
藤堂 陽子（とうどう ようこ（旧姓名：葛城 陽子）、1948年9月22日 - ）は、日本の女優、声優。三重県出身。文学座所属。中央大学卒業。現在も舞台女優として活動中。

## 出演作品

### テレビドラマ
- 土曜日の女シリーズ 天使が消えていく（1973年、NTV）
- 俺たちの勲章 第11話（1975年） - カズコ
- 隠し目付参上（1976年）
- 破れ奉行 第18話「炎の女囚狩り」（1977年） - お甲
- 騎馬奉行 第2話「大殺陣! 怒りの刃」（1979年）
- 仮面ライダースーパー1（1981年） - 魔女参謀 / マジョリンガ
- 土曜ワイド劇場 三毛猫ホームズの怪談（1981年）
- 文吾捕物帳 第24話「いまわしい影」（1982年）
- いつもお陽さま家族 (1982年)
- お師匠さんは名探偵 (1983年)
- 特捜最前線 第437回「逆転推理・秋の花火のメッセージ!」（1985年）
- 7人の代理パパ (1985年)
- 問題の教師 (1989年)
- 待てば海路の秋日和 (1989年)
- 不熟につき…　藤堂家城代家老の日記より (1990年)
- 遠い約束 (1993年)
- 大密室殺人事件
- 牟田刑事官事件ファイル

### 映画
- サンダカン八番娼館 望郷（1974年、東宝）

### 吹き替え
- カリフォルニア・ドリーム（マクブライド）
- ザ・ホワイトハウス（デボラ・フィダラー）
- 天才少年ドギー・ハウザー（ディアス夫人）
- チャームド 〜魔女3姉妹（運命の天使）
- Dr.マーク・スローン（デロリス）
- ハード・ウェイ（アンジー〈ペニー・マーシャル〉）※フジテレビ版（思い出の復刻版BD収録）
- バーナビー警部（キャサリン・バラード）
- フォーチュン・クッキー
- マチルダ
- レリック・ハンター 秘宝を捜せ（王妃）
- ロビンソン一家漂流記（メアリー）
- 私はケイトリン（校長）

### 舞台
- ムッシュ・S
- 郵便屋さんちょっと
- 五番町夕霧楼
- ハムレット
- 復讐するは我にあり
- ふるあめりかに袖はぬらさじ
- 横濱物語
- 怪談 牡丹燈籠
- 欲望という名の電車
- グリークス
- 拾六・愛の讃歌
- 橋ものがたり
- ゆうじょ
- ジョン王
- スタンド・バイ・ミー
- シンガー
- 女やめた
- 寒花
- 歓楽の鬼
- ジンジャーブレッド・レディー
- 鉄格子
- 思い出のブライトンビーチ
- パレードを待ちながら
- 崩れた石垣、のぼる鮭たち
- ロベルト・ズッコ
- びっくり箱
- リチャード三世
- 誘拐
- ミセス・サヴェッジ
- 麦の穂の揺れる穂先に
- トロイアの女たち
- 海岸から遠く離れて
- MEMORIES テネシー・ウィリアムズ 一幕劇・一挙上演
- で・え・く
- ギィ・フォワシィのブラックな3作
- タネも仕掛けも
- あとにさきだつうたかたの